# Historisches Zentrum von Nischni Nowgorod
Die Nischni Nowgoroder Altstadt ist eine bebaute Gegend von Nischni Nowgorod in den Grenzen bis 1917. Hier befindet sich eine große Anzahl von Denkmälern der Architektur, Objekte von Naturdenkmälern und historischen Bezirken.
In der Altstadt mischen sich viele verschiedene Epochen und Baustile (neobyzantinisch, Stroganow-Barock, Empire, Jugendstil). Hier oder in der Nähe stehen der mittelalterliche Kreml, Adelshäuser und stalinistische monumentale Häuser.

## Ort
Die Altstadt liegt auf zwei Hügeln: Kremlewski und Iljinski. Auf dem Kremlewski-Hügel befindet sich der eigentliche Kreml, umgeben von den historischen Bezirken: der obere und der untere Possad, die Roschdestwenskaja-Seite, ein Komplex von historischen Straßen (Bolschaja-Pokrowskaja und Warwarskaja), das Höhlenkloster und Potschaina. Auf dem Iljinski-Hügel liegt das Gebiet von Sapotschainje, das an der Ilinskaja-Straße beginnt und mit dem Gebiet von Ljadow endet.
Der alte Kanawino und das alte Sormowo werden auch der Altstadt zugerechnet, obwohl diese Siedlungen erst nach 1917 eingemeindet wurden. Der alte Kanawino umfasst das Gebiet der Messe, die Strelka (Landzunge) und Gordejewka. Es gibt viele interessante architektonische Objekte, die das Ensemble dieses Territoriums bilden: die Messe und das Hauptmessegebäude, der Moskauer Bahnhof mit dem angrenzenden Platz und dem Zentralen Kaufhaus, die Gemeinde Smolensk-Wladimir in Gordejewka und das Kaufhaus Gordejewski sowie viele Herrenhäuser aus dem 19. Jahrhundert. Anlässlich der Fußball-Weltmeisterschaft 2018 wird das Territorium des alten Kanawino großflächig rekonstruiert.
Das alte Sormowo ist am weitesten von der Altstadt entfernt. In der Mitte dieses Gebietes dominieren stalinistische Gebäude mit seltenen vorrevolutionären Gebäuden: die Verklärungskathedrale, die Barrikadenschule, die Krasnoje Sormowo-Fabrik und andere Herrenhäuser aus dem 19. Jahrhundert. Zu Beginn des 20. Jahrhunderts war Sormowo das Zentrum der Russischen Revolution 1905, aufgrund derer hier viele revolutionäre Denkmäler errichtet wurden.

## Bildergalerie

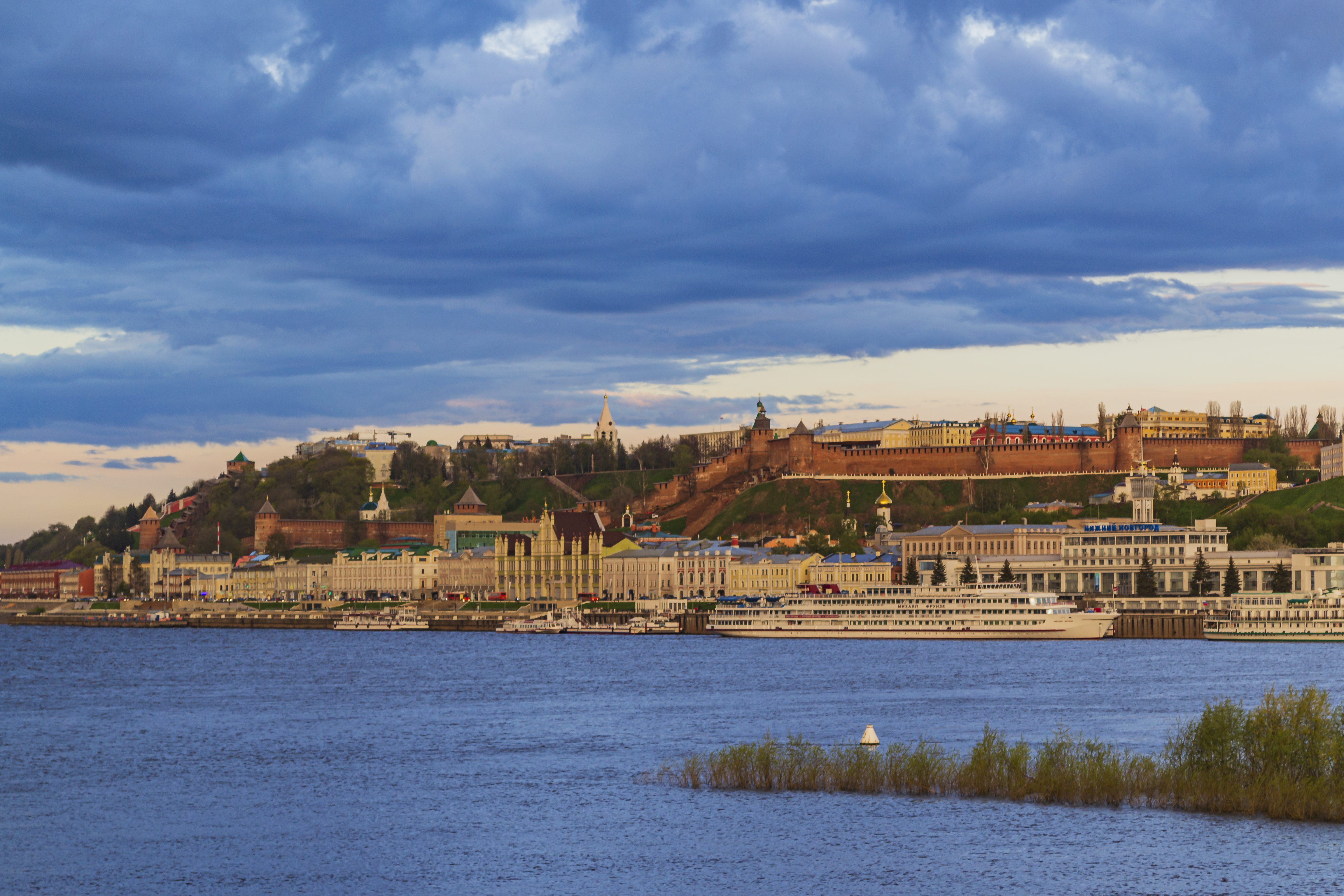
Der Kreml
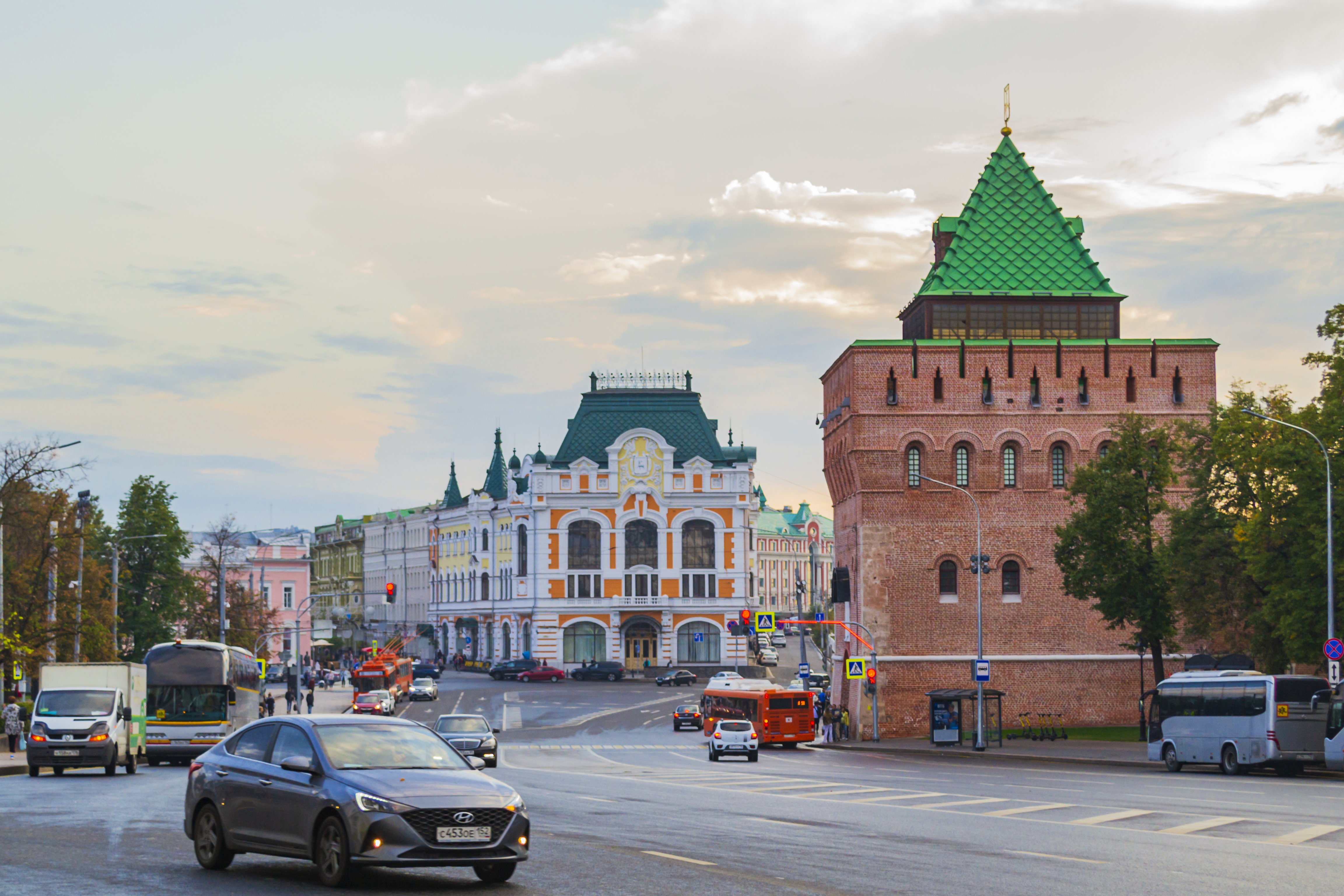
Mininplatz (Oberer Possad)
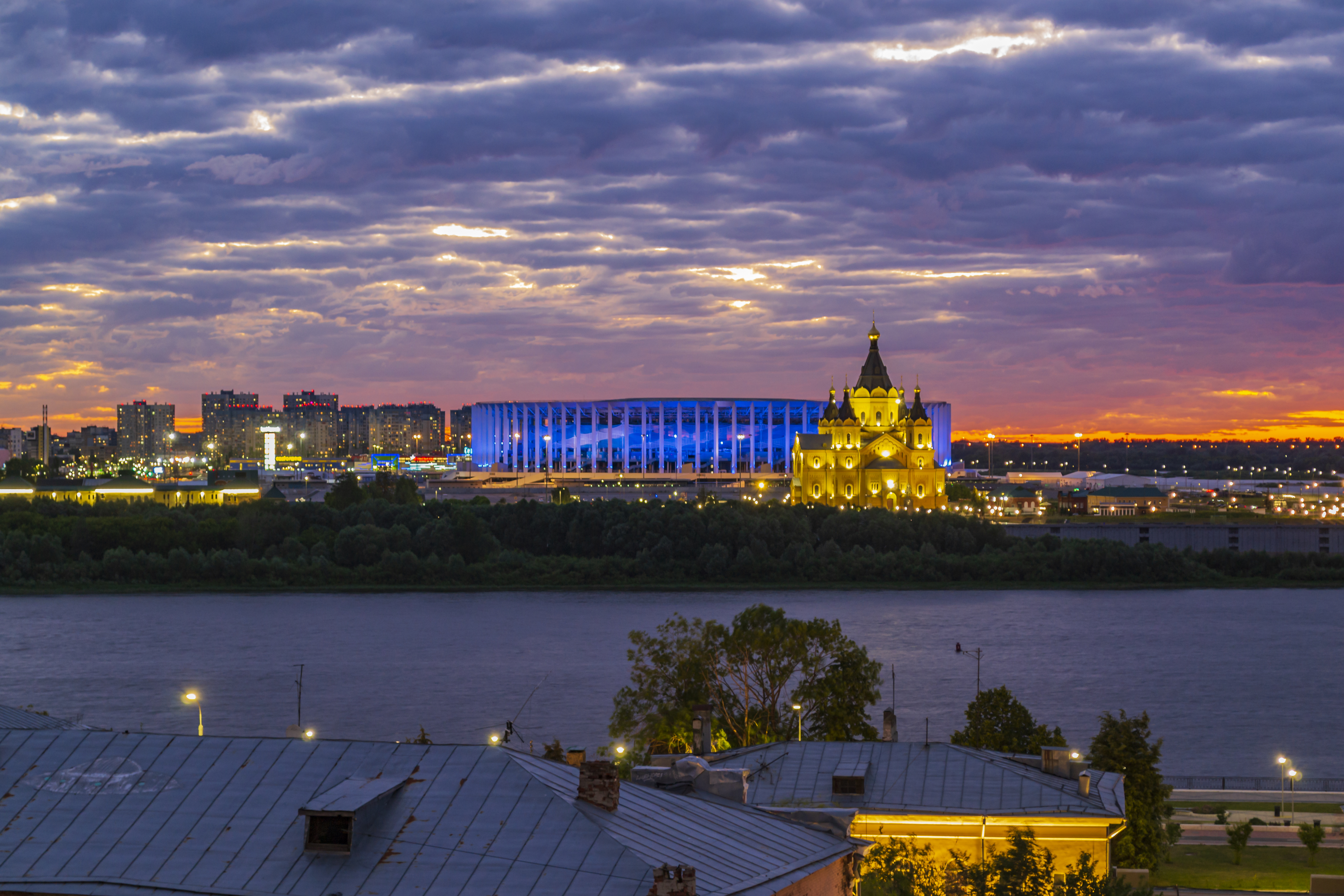
Die Strelka (Landzunge)
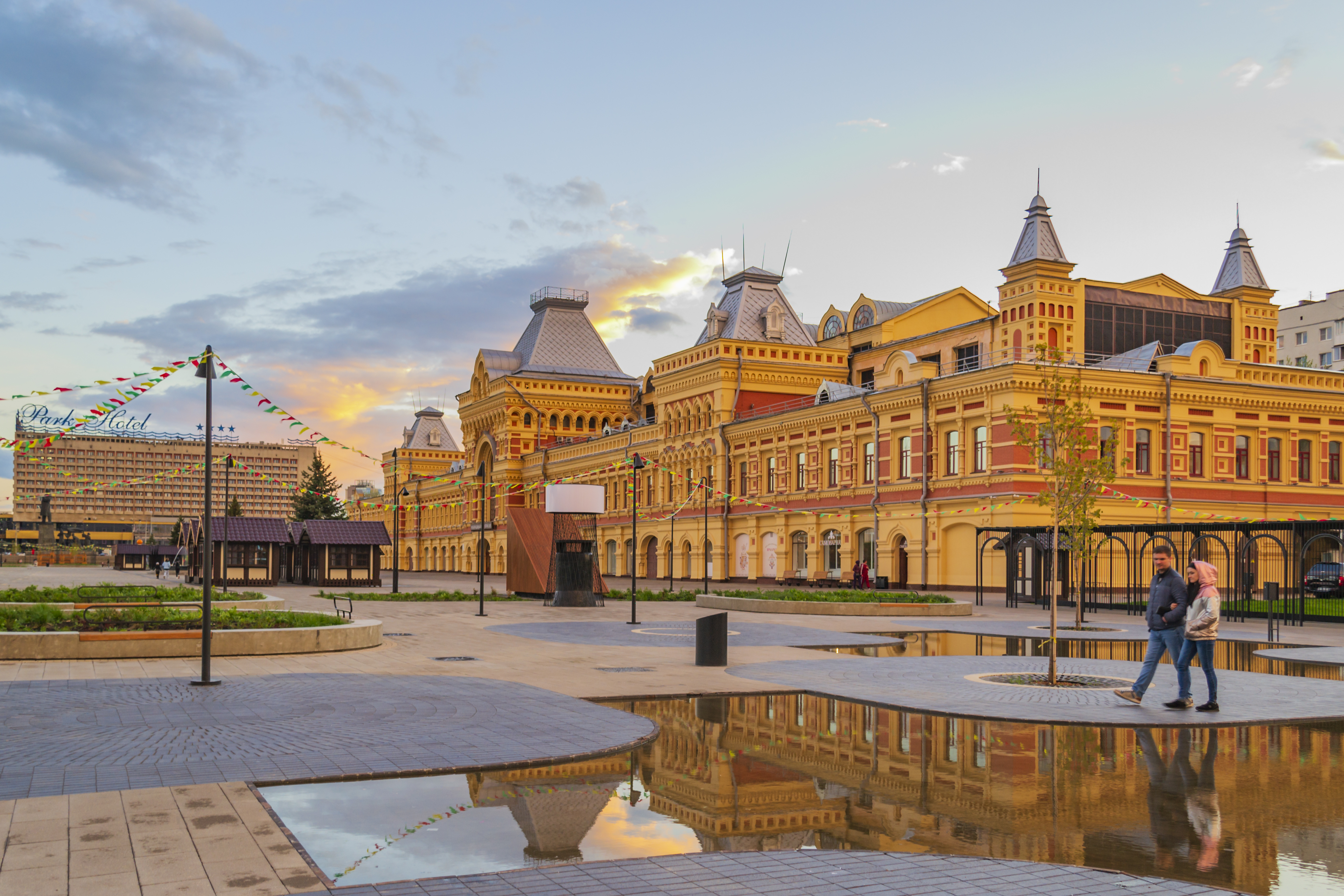
Die Messe
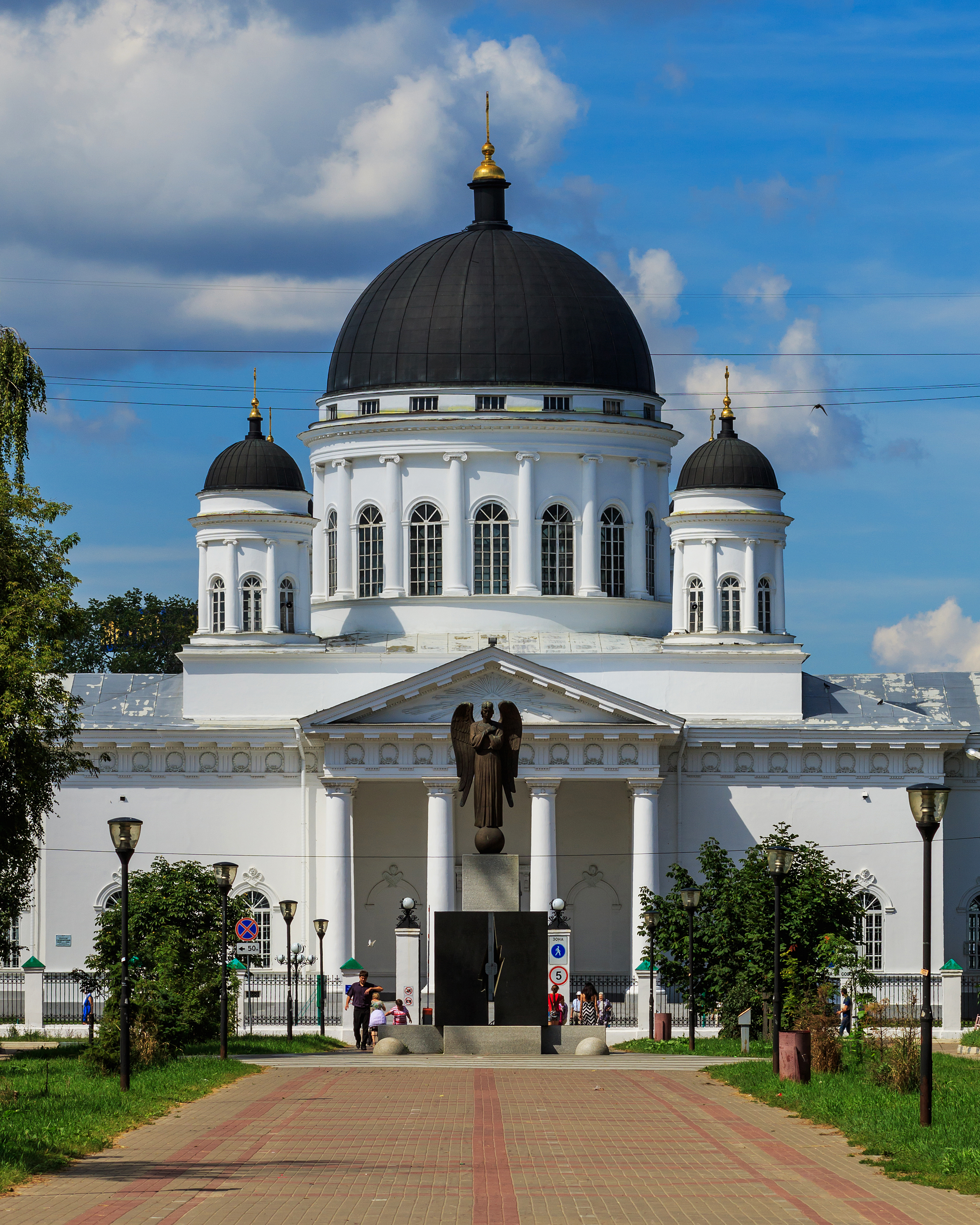
Verklärungskathedrale
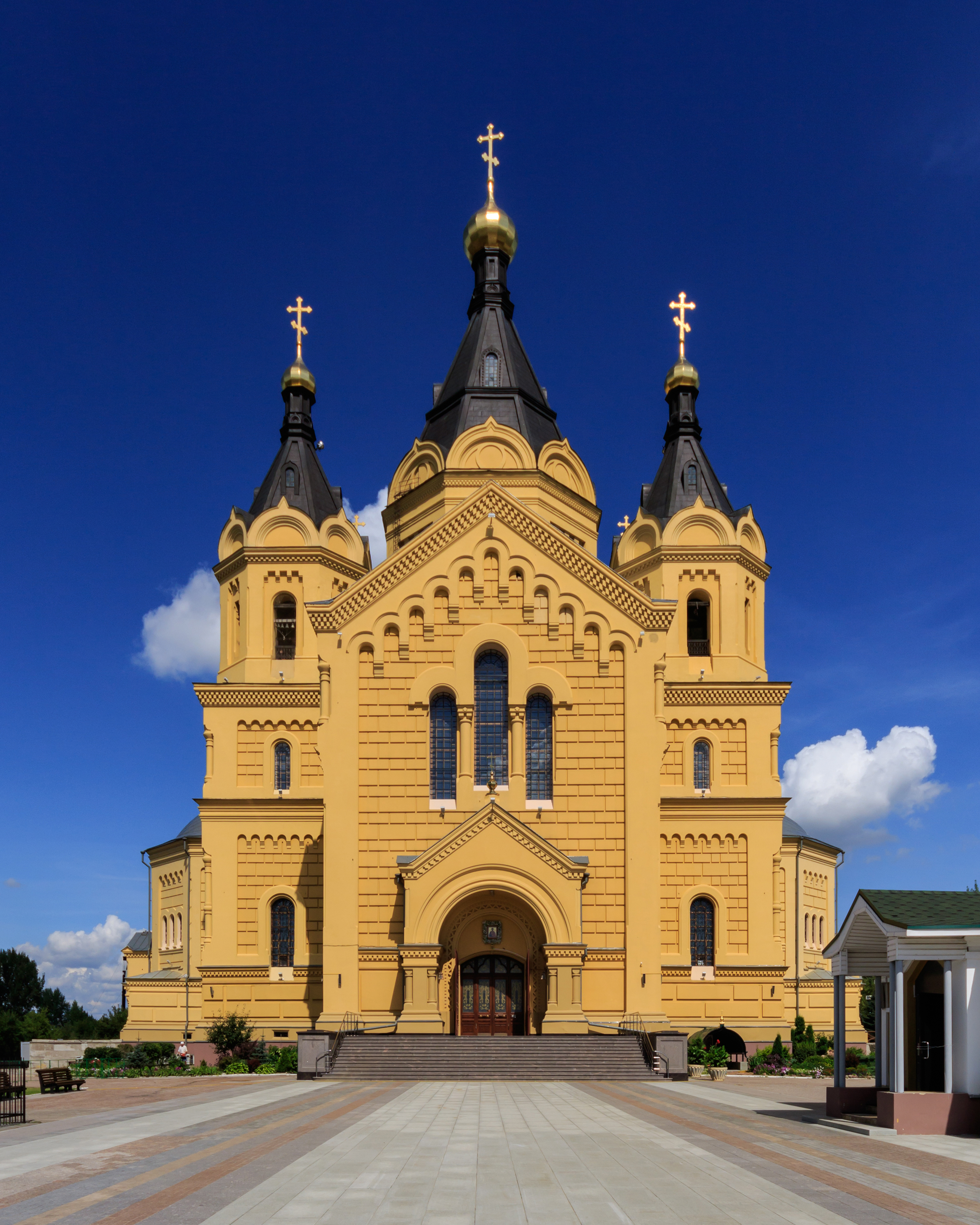
Die Alexander-Newski-Kathedrale
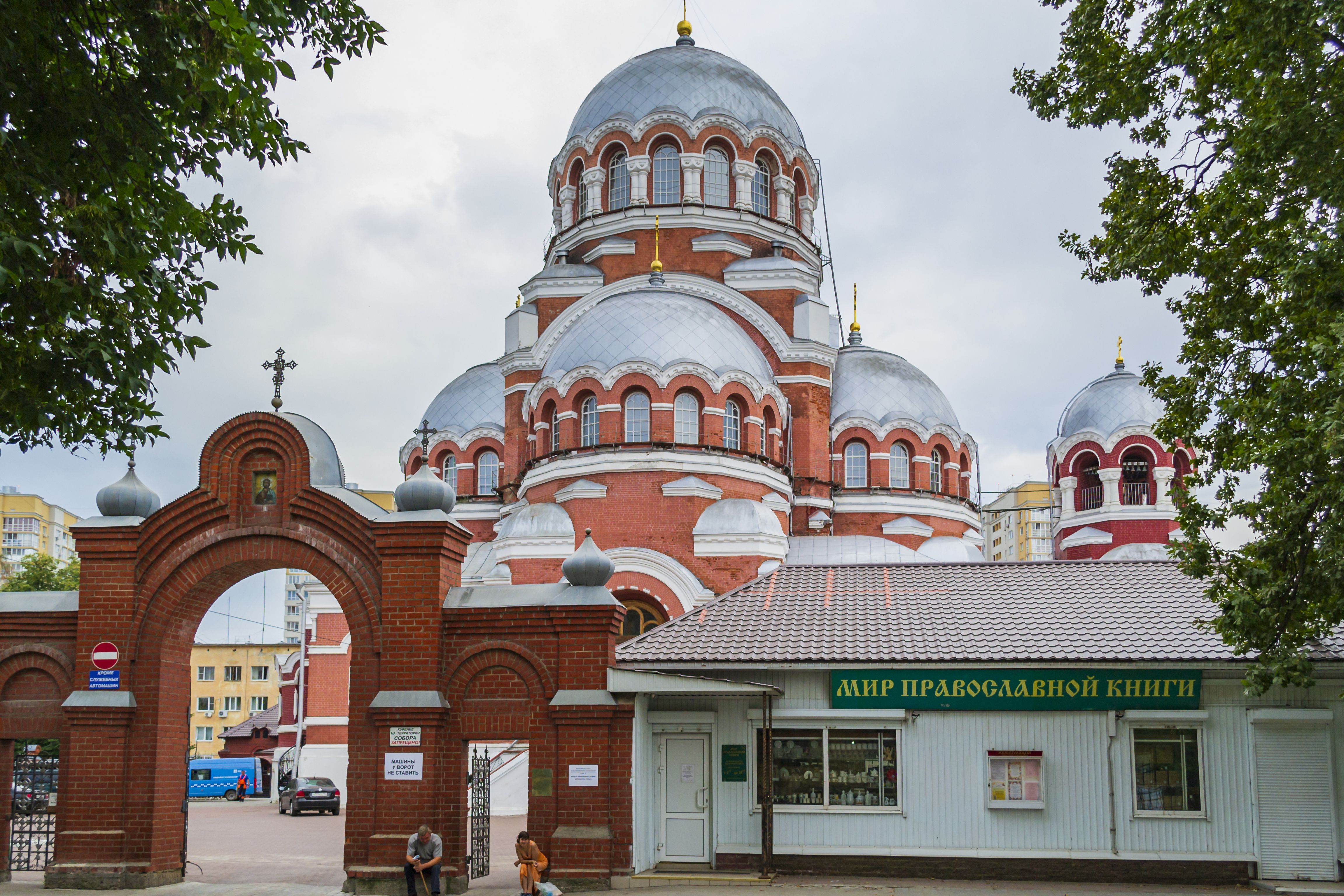
Sormowo-Verklärungskathedrale